# Parc de la Unitat
El parc de la Unitat és una zona verda del barri d'Horta de Barcelona, a l'interior de l'illa de cases envoltada pel passeig de Valldaura i els carrers de Lloret de Mar, Canigó i Eduard Toda.

## Història
En aquest lloc hi havia hagut la masia can Sitjar Xic, que a finals de la dècada del 1970 va passar a mans de l'Ajuntament i va ser enderrocada. El nom del parc, batejat el 1991, rau en el desig d'aleshores d'unió de les dues associacions de veïns del barri, enfrontades tradicionalment per causes polítiques.

## Descripció
El parc està construït sobre un aparcament soterrani i va ser completament reformat l'any 2010. Consta d'una plaça central amb àrees de joc infantils de diverses edats i una zona d'estada ombrejada per unes pèrgoles. Al voltant d'aquesta plaça hi ha un seguit de zones enjardinades i parterres de sauló amb arbres de diferents espècies com Albizia julibrissin, Jacaranda mimosifolia, Ligustrum lucidum, Magnolia grandiflora, Populus alba, Prunus cerasifera o Tipuana tipu.
Al sector nord hi ha l'escola bressol municipal Valldaura, i dos accessos que comuniquen l'espai central amb el passeig deValldaura.